# سامسونگ اس۷۳۳۰
سامسونگ اس۷۳۳۰ یک‌نمونه از گوشی‌های تلفن همراه سری S شرکت سامسونگ می‌باشد که توسط همین شرکت به بازار عرضه شده است.